# Ань Цисюань
Ань Цисюань (кит. упр. 安琦轩, пиньинь Ān Qíxuān; род. 3 декабря 2000, Чанцзи, Синьцзян-Уйгурский автономный район) — китайская лучница, призёр этапов Кубка мира, участница чемпионата мира и финала Кубка мира. Специализируется в стрельбе из олимпийского лука.

## Биография
Ань Цисюань родилась 3 декабря 2000 года.
В апреле 2018 года китаянка приняла участие на дебютном для себя этапе Кубка мира в Шанхае, и сразу же попала в финал. В главном поединке против двукратной олимпийской чемпионки из Южной Кореи Чхан Хе Джин китайская лучница не смогла взять ни одного сета, завоевав серебряную медаль.
Летом 2019 года приняла участие на чемпионате мира в Хертогенбосе, уступила в четвертьфинале личного турнира немке Мишель Кроппен и стала пятой. Женская сборная Китая в командном турнире проиграла в бронзовом финале лучницам Великобритании. На этапе Кубка мира в Берлине китаянка заняла четвёртое место, уступив бронзу представительнице Китайского Тайбэя Тань Ятин в трёх сетах. Несмотря на отсутствие медалей в личных турнирах, Ань Цисюань вышла в финал Кубка мира по очкам. В Москве она заняла четвёртое место, уступив в матче за бронзу соотечественнице Чжэн Ичай.